# مارسلو اسپینال
مارسلو اسپینال (انگلیسی: Marcelo Espinal؛ زادهٔ ۲۴ فوریهٔ ۱۹۹۳) بازیکن فوتبال اهل هندوراس است.
وی همچنین در تیم‌های ملی فوتبال زیر ۲۰ سال هندوراس و زیر ۲۳ سال هندوراس بازی کرده است.